# Jean Recher
Jean Recher, né le 26 septembre 1924 à Fécamp (alors en Seine-Inférieure) et mort le 20 février 2005 dans la même ville, est un capitaine de pêche français, auteur du livre Le Grand Métier, racontant le métier de la Grande pêche.

## Biographie
Jean Recher est issu d'une famille de neuf enfants, originaire du village d'Yport à côté de Fécamp qui est alors « capitale française des Terre-Neuvas ». Sa famille, pêcheurs depuis plusieurs générations, s'est établie à Fécamp dans les années 1910. Son père et ses frères pratiquaient le « Grand métier », nom donné à la pêche à la morue sur les bancs de Terre-Neuve (par opposition à la pêche au large, la pêche côtière ou la petite pêche.
Il perd son père à l'âge de cinq ans, emporté par une crise cardiaque. Il va à l'école primaire jusqu'à l'âge de 12 ans puis effectue deux années supplémentaires à l'école primaire supérieure (équivalent du collège aujourd'hui). Il embarque dès 14 ans, pour sa première campagne sur les bancs de Terre-Neuve, sous le commandement d'un de ses frères, à bord du chalutier Saint-Martin-Legasse. Il est alors simple mousse.
À l'été 1942, à 18 ans, il embarque à bord du Cap-Fagnet, un chalutier des pêcheries de Fécamp, pour aller pêcher dans les eaux mauritaniennes. Il y voit un moyen d'échapper à l'occupation allemande. Le capitaine de chalutier et son second sont ses frères. À 20 ans il devient lieutenant puis en 1949, il obtient le brevet de capitaine de pêche. La Compagnie générale de grande pêche (CGP) lui confie le commandement du Duguay-Trouin.
En 1952, alors que le poisson salé présente moins d'attrait pour les clients et que les autres nations se lancent dans le surfrais (limitant ainsi le nombre de prises rejetées à la mer, car presque tous les poissons sont congelables tandis que la morue seule, avec quelques autres espèces, peuvent être salées)[réf. nécessaire], Recher fait avec la CGP, des essais de surgélation à bord du Jacques-Cœur. C'est en France les prémices de ce qu'on appellera plus tard les navires-usines. Le Jacques-Cœur est équipé pour permettre le salage de la morue d'une part, le filetage et la congélation du poisson d'autre part.
Du 27 au 29 janvier 1966 se tient à Rouen le premier (et également dernier) Congrès international de l'industrie morutière de l'Atlantique Nord. Jean Recher y est un des rapporteurs. Il doit traiter des problèmes de la navigation dans les eaux nordiques, aussi bien d'un point de vue technique qu'humain. Recher y expose et détaille les opérations de chalutage en mer froide ainsi que la vie, le comportement des marins, leurs problèmes et leurs revendications.[réf. nécessaire]
En 1976, la grande pêche se meurt, la française en particulier. Les compagnies de pêche désarment et vendent leurs chalutiers. Recher alors capitaine du Viking voit son navire vendu et l'emmène lui-même, avec une partie de son équipage, à son nouveau propriétaire norvégien. Il pointe alors au chômage. Il naviguera un peu plus tard au commerce, dans les eaux tropicales, entre les Antilles et l'Afrique équatoriale. De janvier à mai 1980, il effectue sa dernière campagne de pêche sur le Shamrock III,, chalutier qu'il avait plusieurs fois commandé.
Jean Recher écrit son livre Le Grand Métier lorsqu'il commande encore et qu'il mettra 10 ans à écrire. C'est Jean Malaurie, alors directeur de la collection Terre Humaine chez Plon, qu'il a rencontré au Congrès international de l'industrie morutière de l'Atlantique Nord,, qui l'incite à prendre la plume pour raconter son expérience, la vie des marins pêcheurs et à travers eux la tradition française de la grande pêche. Le Grand Métier est publié en 1977 chez Plon et sera un des best-sellers de la collection Terre Humaine. 
Alors en retraite, il devient en septembre 1980 patron du canot de sauvetage la SNSM à Fécamp et le restera jusqu'en 1998.  
Il participe activement entre 1986 et 1988 à la création du Musée des Terre-Neuvas et de la pêche,.
Résidant un temps à Froberville, non loin de Fécamp, il en est maire de 1983 à 1993.
Jean Recher décède à son domicile de Fécamp le 20 février 2005, à l'âge de 80 ans. Il est incinéré et ses cendres sont dispersées en mer au large de Fécamp,

## Vie privée
Il se marie en 1947 avec Jacqueline Leroy, fille de marin. Ils ont deux enfants, Hugues (né en 1960) et Jean (né en 1970). Son épouse meurt en 1997 et Jean Recher se remarie en 1999.

## Distinctions
- Chevalier de la Légion d'honneur[6]
- Commandeur de l'ordre du Mérite maritime[8]
- Médaille d'honneur des services bénévoles[6]
- Citoyen d'honneur de Saint-Pierre (Saint-Pierre et Miquelon)[Note 5]
- Membre de l'Académie des belles-lettres et beaux-arts de Fécamp[6].

## Hommages
Deux voies publiques portent son nom : 
- Le quai Capitaine-Jean-Recher à Fécamp, où se trouve le musée des Pêcheries ;
- La rue Jean-Recher, à Saint-Pierre (Saint-Pierre-et-Miquelon)[9],[Note 6], commune dont il était citoyen d'honneur.